# 왕유식
왕유식(王瑜植, 1870년 2월 20일 ~ 1930년 3월 10일)은 대한제국과 일제강점기의 군인이다. 본관은 중국 제남이다.

## 생애
본관은 제남이다. 을미사변 이후 영향력이 증대된 일본의 입김으로 1895년에 설치된 훈련대 소속의 무관이었다.
1895년에 육군 참위로 훈련대에서 복무 중일 때 일본 유학생으로 뽑혀 도일했다. 유학 동기생은 훈련대의 실무 장교들로, 신우균 등 총 7명이었다. 이때의 도일 유학을 군부 내의 박영효 계열 친일 장교를 제거하려는 대한제국 고종의 의도에서 비롯된 것으로 보는 시각도 있다. 이들을 유학 보낸 뒤 고종은 훈련대를 해산시켰다.
왕유식은 일본육군사관학교를 제8기 특별과정으로 졸업하고 이듬해 귀국했다. 1898년에는 대한제국 육군무관학교 교관이 되었고, 1899년에 육군 부위로 승진했다. 이때 품계는 정3품이었다. 1901년에 육군 정위로 진급하고, 1904년에 육군 참령이 되었다. 군부 교육국 교무과장을 거쳐 보병과 포병 병과에서 근무했으며, 군법회의 판사도 지냈다.
1907년에 대한제국 군대 해산으로 군대가 해산된 뒤, 육군 부령으로 근위보병 대대장에 임명되었다. 조선군사령부 소속 조선보병대장에 오르고 일본군 육군 소장까지 진급했다.
1920년에 일본 정부로부터 훈6등 서보장을 수여받는 등 이때를 기준으로 종5위 훈6등에 서위되어 있었다. 당시 계급은 보병 대좌였다.
2008년 민족문제연구소가 발표한 친일인명사전 수록예정자 명단 중 군 부문에 선정되었다. 이 명단에는 조선총독부 관리였던 사위 이종택도 들어 있다.

## 참고 자료
- 왕유식(王瑜植) - 국사편찬위원회